# Overval op het witte doek
Overval op het witte doek is het 8ste stripalbum uit de reeks Steven Sterk. Het scenario voor dit verhaal komt van Dugomier en Thierry Culliford. Pascal Garray tekende het verhaal. Het is het eerste album uit de reeks na de dood van Peyo.

## Verhaal
Het verhaal over de robot Lady Adel Fine (zie Mevrouw Adolphine en Lady Adel Fine) wordt uitvoerig besproken in de media. Een filmproducent wil het verhaal graag verfilmen. Voor de hoofdrol denken ze aan mevrouw Adolphine, die model stond voor het uiterlijk van de robot. Mevrouw Adolphine stemt toe en vertrekt samen met Steven Sterk naar de filmstudio's.
Voor de film moet mevrouw Adolphine een bank overvallen. De filmploeg heeft een echte bank kunnen afhuren voor de opnames. Een stel bandieten komt dit te weten en wil graag gebruikmaken van de verslapte bewaking van de bank tijdens de opnames: ze beramen een geruisloze bankinbraak. De filmopnames komen echter in gedrang omdat mevrouw Adolphine er maar niet in slaagt gemeen te doen zoals de robot. Zonder opnames is er geen bankoverval mogelijk, dus besluiten de bandieten een andere actrice in te schakelen voor de rol van Lady Adel Fine: de robot zelf. Ze gaan naar Blijdenburg en dwingen Serge Vladlavodka zijn robot te herstellen. Wanneer de robot in orde is, bespreken de boeven hun plan met de robot. Vladlavodka wordt meegenomen.
De bandieten keren terug en ontvoeren de echte mevrouw Adolphine. De robot neemt haar plaats in. De repetities verlopen tot ieders verbazing vlot en er wordt overgegaan tot de echte opnames in de bank. De bandieten willen zich verkleden als filmmakers en zo de bank beroven tijdens de middagpauze. Lady Adel Fine hoort dan aan tafel te zitten en snapt dat de bandieten haar zullen laten stikken als ze de bank hebben veroverd. Ze wil de bandieten tijdig uitschakelen en denkt aan iemand om die klus te klaren: Steven Sterk, die nog steeds denkt dat de robot de echte mevrouw Adolphine is.
Op de dag van de opnames slaan de bandieten toe. Het is middagpauze en de bandieten komen binnen in de bank. Lady Adel Fine vertelt Steven dat ze de bank willen beroven en stelt voor om het goud uit de kluis elders op te bergen. Steven breekt de kluis open en neemt het goud mee. Ze nemen de bestelwagen van de bandieten en vluchten. De bandieten zetten de achtervolging in.
De batterijen van de robot lopen stilaan leeg en die valt neer. Steven ziet dat hij de robot heeft geholpen en brengt de bestelwagen naar de politie. Terwijl hij binnen is, nemen de bandieten de bestelwagen weer over en vluchten. Steven gaat ze achterna, maar net als hij ze wil uitschakelen, wordt hij verkouden. Steven verliest zijn kracht en wordt ook ontvoerd. Hij wordt bij de echte mevrouw Adolphine en meneer Vladlavodka opgesloten.
De volgende ochtend is Steven weer oersterk. Hij trapt de deur in. De bandieten liggen dronken in de kamer ernaast en worden vastgebonden. Intussen heeft de robot zich met haar laatste krachten kunnen opladen aan de batterij van de bestelwagen. De batterij is daardoor leeg, dus neemt de robot wat goudstaven op en vlucht te voet. Steven gaat haar achterna en de robot valt in zee. Lady Adel Fine lijkt definitief kapot te zijn.
De filmopnames worden hervat, maar dan zonder robot of mevrouw Adolphine. Een echte actrice neemt de rol over.